# Lekmorevet
Lekmorevet är en ö i Finland. Den ligger i Norra kvarken och i kommunerna Korsholm och Vörå i landskapet Österbotten, i den västra delen av landet. Ön ligger omkring 24 kilometer nordöst om Vasa och omkring 380 kilometer norr om Helsingfors.
Öns area är 3,8 hektar och dess största längd är 300 meter i nord-sydlig riktning.